# Oui chef !
Oui chef ! est un programme de téléréalité en cinq épisodes diffusé sur M6 en 2005. Il raconte l’histoire d’un jeune chef cuisinier qui donne leur chance à des jeunes non diplômés, en leur apprenant un métier : la cuisine. À l’issue de ce programme qui a révélé Cyril Lignac, il a ouvert le restaurant étoilé Le Quinzième.
Ce programme a été un véritable succès d’audience, et a renouvelé et relancé le genre culinaire en télévision.